# Inspektorat Graniczny Straży Celnej „Śniatyn”
Inspektorat Straży Celnej „Śniatyn” – jednostka organizacyjna Straży Celnej pełniąca służbę ochronną na granicy polsko-rumuńskiej w latach 1921–1927.

## Formowanie i zmiany organizacyjne
Na wniosek Ministerstwa Skarbu, uchwałą z 10 marca 1920 roku, powołano do życia Straż Celną. Od połowy 1921 roku jednostki Straży Celnej rozpoczęły przejmowanie odcinków granicy od pododdziałów Batalionów Celnych. W 1921 roku w Śniatyniu stacjonował sztab 11 batalionu celnego. Proces tworzenia Straży Celnej trwał do końca 1922 roku. Inspektorat Straży Celnej „Śniatyn”, wraz ze swoimi komisariatami i placówkami granicznymi, znalazł się w podporządkowaniu Dyrekcji Ceł „Lwów”. W 1926 roku w skład inspektoratu wchodziło 5 komisariaty i 37 placówek Straży Celnej.
Rozporządzeniem ministra skarbu z 30 czerwca 1927 roku rozpoczęto reorganizację Straży Celnej. Inspektorat Straży Celnej „Śniatyn” został rozwiązany, a komisariaty weszły w skład nowego inspektoratu granicznego .

## Służba graniczna
Sąsiednie inspektoraty
- Inspektorat Straży Celnej „Worochta” ⇔ Inspektorat Straży Celnej „Zaleszczyki”

## Funkcjonariusze inspektoratu
Obsada personalna w 1927:
- kierownik inspektoratu – starszy komisarz Antoni Łabaziewicz
- pomocnik kierownik inspektoratu – podkomisarz Aleksander Dobrzański
- funkcjonariusze młodsi:

przodownik Stanisław Rataj (301)
przodownik Wacław Niezgódka (280)
strażnik Stanisław Kolwa (1857)

## Struktura organizacyjna
Organizacja inspektoratu w 1926 roku:
- komenda – Śniatyn
- komisariat Straży Celnej „Horodenka”
- komisariat Straży Celnej „Śniatyn”
- komisariat Straży Celnej „Tuczapy”
- komisariat Straży Celnej „Kuty”
- komisariat Straży Celnej „Uścieryki”